# Eurycope cornuta
Eurycope cornuta is een pissebed uit de familie Munnopsidae. De wetenschappelijke naam van de soort is voor het eerst geldig gepubliceerd in 1864 door Sars.